# Dorsal Atlântica
Dorsal Atlântica war eine brasilianische Metal-Band aus Rio de Janeiro, die im Jahr 1981 unter dem Namen NESS gegründet und etwa 1999 wieder aufgelöst wurde.

## Geschichte
Die Band wurde im Jahr 1981 von Carlos Lopes und seinem Bruder Claudio unter dem Namen NESS gegründet. Die Band bestand aus drei Mitgliedern, wobei die Besetzung des Schlagzeugers häufiger wechselte. Im Jahr 1982 folgte ihr erstes Demo und im Jahr 1984 ein Split-Album namens Ultimatum zusammen mit Metalmorphose. Im Jahr 1986 veröffentlichte die Band ihr ursprünglich als zweite Demoaufnahme geplantes Debütalbum namens Antes do fim. Im selben Jahr trat die Band außerdem auf dem Americana Festival auf. Im Jahr 1988 folgte mit Dividir & conquistar das nächste Album. Ab 1989 folgten drei weitere Alben. Für Searching for the Light bekam die Band von Wild Rags Records keinerlei Tantiemen.
Die Band spielte Konzerte in ganz Brasilien, wobei sie unter anderem zusammen mit Sepultura spielten. Im Jahr 1996 erhielt die Band ein Tribute-Album. Zudem erschien im selben Jahr das Album Straight, dem im Jahr 1999 das Live-Album Terrorism Alive folgte. Dem Album lag als Bonus außerdem das Album Ultimatum von 1984 bei. Außerdem wurden im Jahr 2002 alle Aufnahmen von 1982 bis 1985 mit zusätzlichem Live-Material auf Vinyl veröffentlicht.

## Stil
Die Band wird als wichtige brasilianische Band im Extreme-Metal-Bereich beschrieben und dabei mit Bands wie Venom, Exciter und Hellhammer verglichen.
Bis zum zweiten Album waren die Texte in portugiesischer Sprache verfasst, da die Band ihre Botschaften gegenüber dem brasilianischen Publikum verbreiten wollte, und auf späteren Veröffentlichungen in englischer Sprache, um ihre Botschaften weltweit zu verbreiten. Ursprünglich schrieb die Band eher simple Texte über Gewalt, mit der Zeit wurden die Texte jedoch durchdachter und konzeptioneller. Auf ihren Konzeptalben behandelte die Band die Probleme und ihre Hintergründe im Lande, drei ihrer Alben bilden laut Carlos Lopes eine aus drei Alben bestehende „mystische Trilogie“, welche sein „persönliches Projekt zum Diskutieren und Finden von Lösungen für die Entwicklung der Menschheit“ sei, und die Geschichte eines aus den Slums stammenden, gekreuzigten schwarzen Messias auf Alea jacta est.

## Diskografie
- 1st Demo (Demo, 1982, Eigenveröffentlichung)
- Ultimatum (Split-Album mit Metalmorphose, 1985, Eigenveröffentlichung)
- Antes do fim (Album, 1986, Lunário Perpétuo)
- Dividir & conquistar (Album, 1988, Heavy Discos)
- Victory (Single, 1988, Flight Nineteen)
- Cheap Tapes from Divide and Conquer (EP, 1988, Heavy Discos)
- Searching for the Light (Album, 1990, Heavy Discos/Wild Rags)
- Musical Guide from Stellium (Album, 1992, Heavy Discos)
- Alea jacta est (Album, 1994, Cogumelo Records)
- Straight (Album, 1996, Cogumelo Records)
- Terrorism Alive (live-Album, 1999, Varda Records)
- Pelagodiscus Atlanticus (Kompilation, 2002, Encore Records)
- Ultimatum Outtakes 1982-1985 (Kompilation, 2002, Dies Irae Records)
- Antes do fim, depois do fim (Album, 2005, Encore Records)